# Fenotipo ampliado del autismo
El fenotipo ampliado del autismo (en inglés: broader autism phenotype o BAP) es un concepto estrechamente relacionado con el de fenotipo conductual, y hace referencia a la presencia de rasgos propios del trastorno del espectro autista en personas (normalmente familiares de autistas) sin llegar a reunir los criterios para ser diagnosticados propiamente como autistas.

## Concepto
Desde el punto de vista conceptual, es lógico que -tratándose el autismo de un espectro- en los casos más atenuados, determinados síntomas o rasgos de personalidad acentuados no interfieran en el desenvolvimiento vital de la persona que los posee con una significación clínica. Es en estos casos en los que se habla de fenotipo ampliado.
También se ha definido como "trazos subclínicos que configuran la expresión fenotípica de una susceptibilidad genética para el desarrollo del Trastorno del Espectro Autista (TEA)".

## Historia
El concepto de fenotipo ampliado surge a partir de estudios sobre hermanos de personas autistas, especialmente gemelos, investigaciones que en un principio buscaban clarificar el grado de heredabilidad de esta condición.

## Evaluación
Un instrumento contrastado para identificar la presencia de fenotipo ampliado del autismo es el Cociente de espectro autista desarrollada en 2001 por Simon Baron-Cohen. También existe un instrumento específico para su evaluación, el Cuestionario del Fenotipo Ampliado del Autismo (BAPQ por sus siglas en inglés: Broad Autism Phenotype Questionnaire)